# Adam Peaty
Adam Peaty (Uttoxeter, Staffordshire, 28 de desembre de 1994) és un nedador anglès, que competeix a nivell internacional per a Gran Bretanya i Anglaterra en braça.

## Carrera esportiva
Peaty entrena al club de natació "City of Derby", amb Melanie Marshall, ex nedadora olímpica. La seva primera competició d'alt nivell va ser el Campionat Europeu de Piscina Curta de Herning (Dinamarca) el 2013, on va aconseguir tres marques personals.
En els Jocs de la Commonwealth de 2014 a Glasgow (Escòcia), Peaty va participar en quatre proves: 50 metres braça, 100 m braça, 200 m braça, i el relleu combinat de 4×100 metres i va guanyar dues medalles d'or en les de 100 metres braça i el relleu 4x100m estils. També el desembre de 2014 als campionats del món de piscina curta a Doha, va guanyar la medalla de plata en els 50m braça, en els 100m braça i en els 4x50m relleu combinat mixt. Degut al gran any esportiu se li va concedir el premi a millor nedador europeu de l'any 2014.
El 2015, va continuar incrementant el seu palmarès. El 17 d'abril durant els campionats nacionals britànics va aconseguir batre el rècord del món de 100 braça i a l'agost durant els mundials de Kazan va aconseguir tres ors en el 50 i el 100 braça i en el relleu de 4x100 estils mixt. En aquesta última prova, també van aconseguir batre el rècord mundial i en els 50 metres braça va aconseguir rebaixar la seva pròpia plusmarca mundial.

## Rècords
Actualment posseeix entre d'altres 3 rècords mundials i un rècord europeu.

### Piscina llarga
| Event                | Marca   | Campionat     | Data              | Rècord | Ref.   |
| -------------------- | ------- | ------------- | ----------------- | ------ | ------ |
| 50m braça            | 26.42   | Kazan 2015    | 4 d'agost de 2015 | WR,CR  | [ 12 ] |
| 100m braça           | 57.47   | Budapest 2017 | -                 | CR     | [ 13 ] |
| 100m braça           | 58.18   | Kazan 2015    | 2 d'agost de 2015 | CR     | [ 14 ] |
| 4x100 estils masculí | 3:28;95 | Budapest 2017 | -                 |        | [ 15 ] |
| 4x100 estils mixt    | 3:41.71 | Kazan 2015    | 8 d'agost de 2015 | WR,CR  | [ 11 ] |

### Piscina curta
| Event                 | Marca   | Campionat | Data                  | Rècord | Ref.   |
| --------------------- | ------- | --------- | --------------------- | ------ | ------ |
| 50m braça             | 25.75   | Doha 2014 | 6 de Desembre de 2014 | NR     | [ 16 ] |
| 100m braça            | 56.35   | Doha 2014 | 4 de Desembre de 2014 | NR     | [ 17 ] |
| 4x50m estils masculí  | 1:32.30 | Doha 2014 | 4 de Desembre de 2014 | NR     | [ 18 ] |
| 4x100m estils masculí | 3:32.78 | Doha 2014 | 7 de Desembre de 2014 | NR     | [ 19 ] |
| 4x50m estils mixt     | 1:37.46 | Doha 2014 | 4 de Desembre de 2014 | EU     | [ 20 ] |